# Androfili og gynofili
Gynofili (eller gynefili) (fra græsk gunē, "kvinde" + -phili, "kærlighed") er romantisk og/eller seksuel tiltrækning rettet mod voksne kvinder, og androfili (fra græsk andro-, "mand," + -phili, "kærlighed") er tiltrækning rettet mod voksne mænd.

## Anvendelse af betegnelse
Der er to primære anvendelser af disse betegnelser:
1. Seksuel orientering og køn
Termerne gynofili og androfili kan bruges om den seksuelle orientering hos personer med en ikke-binær kønsidentitet, da betegnelserne homoseksuel og heteroseksuel kan være problematiske, da de ikke blot indikerer hvilket køn personen er tiltrukket af, men også personens eget køn.
2. Seksuel orientering og alder
Gynofili og androfili kan bruges til at skelne seksuel tiltrækning rettet mod voksne fra pædofili, dvs. seksuel tiltrækning rettet mod børn. Inden for behandling af pædofile bruges gynofili om "tiltrækning til voksne kvinder", og målet med behandlingen kan være at erstatte pædofili med gynofili.[kilde mangler]
Betegnelsen androfili har endvidere været brugt om samfund (som det antikke græske) hvor seksuelle forhold til drenge blev regnet som normalt men hvor homoseksualitet regnedes som socialt uacceptabelt.